# Drassyllus eremitus
Drassyllus eremitus är en spindelart som beskrevs av Chamberlin 1922. Drassyllus eremitus ingår i släktet Drassyllus och familjen plattbuksspindlar. Inga underarter finns listade i Catalogue of Life.